# メクレンブルク州

メクレンブルク州
(1934年-1945年,1947年-1952年)
メクレンブルク＝フォアポンメルン州
(1945年-1947年)
Land Mecklenburg
(1934年-1945年,1947年-1952年)
Land Mecklenburg-Vorpommern
(1945年-1947年)

メクレンブルク州の地図
旧メクレンブルク＝シュヴェリーン自由州（桃色）、旧メクレンブルク＝シュトレーリッツ自由州（黄色）からなる

メクレンブルク州（ドイツ語：Land Mecklenburg）は、1934年から1952年にかけて存在したドイツ国および連合軍軍政期のソ連占領地域ならびにドイツ民主共和国の州である。
1. 1934年にナチス・ドイツにおいてメクレンブルク＝シュヴェリーン自由州とメクレンブルク＝シュトレーリッツ自由州を統合して成立したメクレンブルク州。ナチ党のメクレンブルク大管区とほぼ一致する。
2. 第二次世界大戦後の1945年にメクレンブルク州にプロイセン自由州のポンメルン県の一部とハノーファー県のうちノイハウス地区を加えてメクレンブルク＝フォアポンメルン州となったが、1947年に在独ソ連軍政府によりメクレンブルク州に改称された。

## 歴史

### 戦間期
1918年のドイツ革命でメクレンブルク＝シュヴェリーン大公国とメクレンブルク＝シュトレーリッツ大公国の君主制が廃されると、両国は自由州となってそれぞれ独自の州憲法と州議会を持っていたが、上級ラント裁判所は共有していた。両州とも面積が小さく、目立った産業もないことから財政面で行き詰まり、早くも1926年にはメクレンブルク＝シュトレーリッツ自由州政府がメクレンブルク＝シュヴェリーン自由州政府に統合を強く求めたものの、失敗に終わった。結局、両州が統一されたのは、ナチ党が権力を掌握し強制的同一化を推し進めた後の1934年に国家代理官フリードリヒ・ヒルデブラントが両州政府に圧力をかけたためであった。
1937年、メクレンブルク州は大ハンブルク法の制定によりシュレースヴィヒ＝ホルシュタイン州にあった飛地 (ドームホフ・ラッツェブルクとハマー、マンハーゲン、パンテン、ホルスト、ヴァルトスフェルデ) をハンブルク都市圏のヘルツォークトゥム・ラウエンブルク地区に譲らされた。この補償としてシュレースヴィヒ＝ホルシュタイン州への編入に伴って主権国家としての地位を喪失したリューベックからウテヒトとシャッティン（現在のリューダースドルフ地区） が編入されたほか、ポンメルンの飛地であったシュターフェンハーゲン近郊のツェッテミンを譲られた。

### 第二次世界大戦後

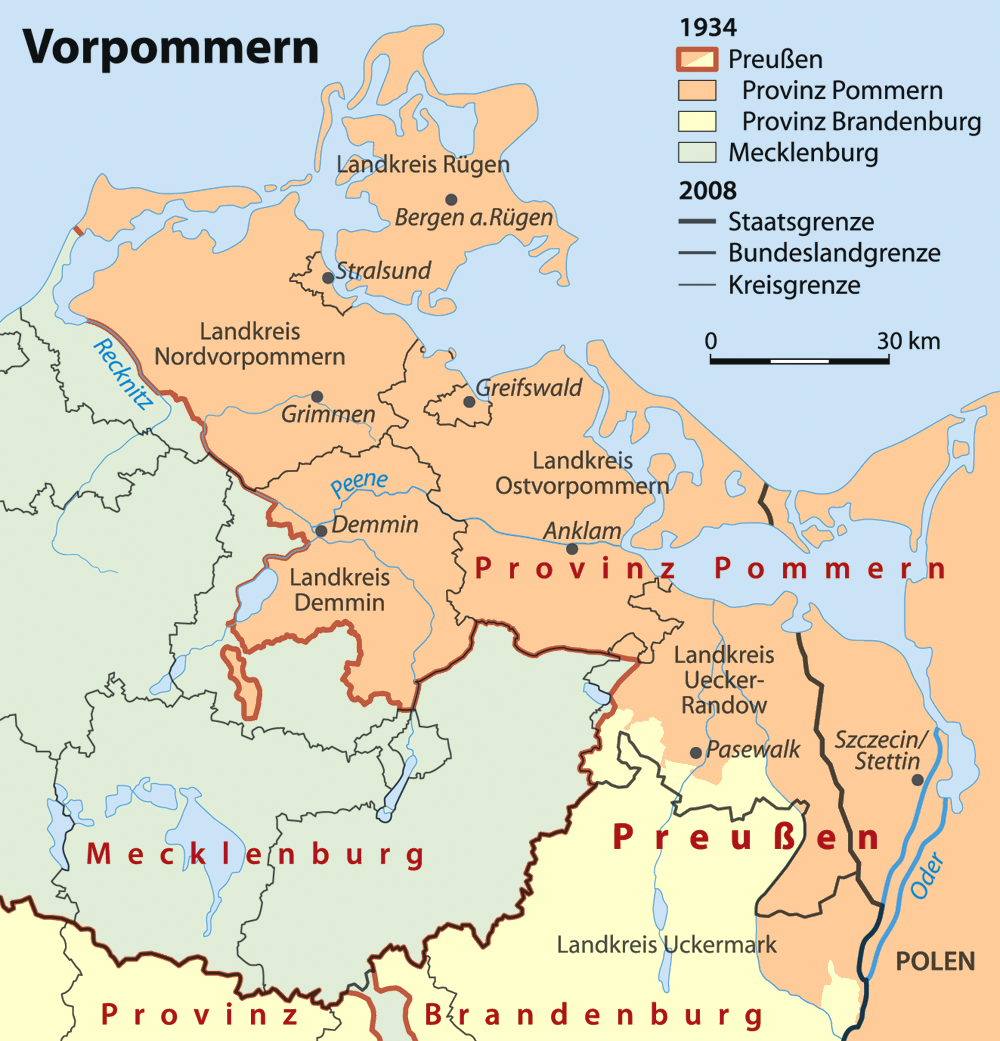
1934年および2008年のフォアポンメルン。1945年夏にはドイツ-ポーランド国境は不明確であった。

1948-1952年にかけて用いられたメクレンブルク州の紋章

第二次世界大戦が終結すると、メクレンブルク州はソ連占領地域となった。在独ソ連軍政府は1945年7月9日に旧メクレンブルク州に旧プロイセン自由州ポンメルン県のうち新たにドイツ-ポーランド国境となったオーデル・ナイセ線より西側の地域と、旧プロイセン自由州ハノーファー県のノイハウス地区を統合してメクレンブルク＝フォアポンメルン州を置いた。
ソ連占領地域とシュチェチン周辺のポーランド統一労働者党政権支配地域（ポーランド人民共和国）の境界が曖昧であったこともあって、ソ連は終戦直後にはオーデル川の西側にかかるシュチェチンをポーランド側に引き渡すことを控えていた。しかし、1945年7月5日に「シフィノウイシチェのすぐ西からオーデル川に沿ってナイセ川西部の合流点まで」というドイツ-ポーランド国境を定めた連合国の合意に反して、ポーランドに引き渡された。新たなドイツ-ポーランドの国境は、ソ連とポーランドの間で締結されたシュヴェリーン国境条約において、例えばアルトヴァルプ・フリードリヒシュタール線などとして再定義された。この結果、バルト海に面する重要港であるシュチェチンはポーランド領となった。ヴォリン島とシフィノウイシチェも同年10月5日からポーランド領となった。
1945年11月13日のいわゆるバーバー＝リャシュチェンコ協定により、英ソ間で占領地域の境界が変更された。これにより、1945年11月26日にラッツェブルク周辺のツィーテン、メホー、ベーク、およびレムニッツがイギリス占領地域のハンブルク都市圏ヘルツォークトゥム・ラウエンブルク地区に移管された。これらは元はメクレンブルク＝シュトレーリッツの飛地であったシェーンベルク郡に属していた。一方、これと引き換えにラウエンブルク地区のデホーとトゥーロウがソ連占領地域に移された。
ソ連軍政府は終戦直後から大規模な土地改革を実施し、メクレンブルク＝フォアポンメルン州でも100ヘクタール以上を持つ大地主の他、戦争犯罪人、ナチ党員および反共主義者とみなされた地権者から所有地が収用された。
1946年にソ連軍政府は占領地域の議会として暫定人民会議を設立し、同年10月20日にはメクレンブルク＝フォアポンメルン州でも選挙が行われた。この選挙では候補者の所属政党や組織をもって選択することができたが、ドイツ民主共和国成立後の1950年に行われた州議会選挙では候補者名簿は当局により「標準化」されていた。
オーデル・ナイセ線より東側の旧ドイツ領を話題にすることは、ソ連占領地域において絶対的なタブーと見なされるようになった。このため、オーデル・ナイセ線より東まで広がる「ポンメルン」という地域名称は忌避され、1947年にメクレンブルク州に改称された。さらに1950年にはブランデンブルク州との間で領土の交換が行われた。これにより、たとえばフュルステンベルガー・ヴェルダーはブランデンブルク州フュルステンベルク郡に編入された。
1949年10月7日に暫定人民会議がドイツ民主共和国憲法を施行してドイツ民主共和国が建国されると、メクレンブルク州はその1州となった。
1952年7月25日、自治権を持つ州による連邦国家から中央集権的な単一国家への転換を図るため、州が県に分割されて州政府は解散され、メクレンブルク州は消滅した。メクレンブルク州は南東部がノイブランデンブルク県、北海・バルト海沿岸部がロストック県、南西部がシュヴェリーン県の3つに分割された。この際、シュヴェリーン県にはブランデンブルク州プリーグニッツ郡の一部が編入された他、ノイブランデンブルク県にはブランデンブルク州ウッカーマルク郡の大部分が編入された。また、フォアポンメルンの南東端はフランクフルト・アン・デア・オーデルとなった。

## 指導者

### 州首相 (1934年-1952年)
1. 1934年：ハンス・エゴン・エンゲル（ドイツ語版） （ナチ党）
2. 1934年–1945年： フリードリヒ・シャルフ（ドイツ語版） （ナチ党）
3. 1945年–1951年： ヴィルヘルム・ヘッカー（ドイツ語版） （ドイツ社会民主党、後にドイツ社会主義統一党）
4. 1951年： クルト・ビュルガー（ドイツ語版） （ドイツ社会主義統一党）
5. 1951年–1952年：  ベルンハルト・クヴァント（ドイツ語版） （ドイツ社会主義統一党）

### 国家代理官
1. 1934年–1945年： フリードリヒ・ヒルデブラント（ドイツ語版）

## 地方行政区分

### 1933年-1945年

#### 独立市
1. ギュストロー
2. ノイブランデンブルク
3. ノイシュトレーリッツ
4. ロストック
5. シュヴェリーン
6. ヴィスマール

#### 郡
1. ギュストロー郡
2. ハーゲノー郡
3. ルートヴィヒスラスト郡
4. マルチン郡
5. パルヒム郡
6. ロストック郡
7. シェーンベルク郡
8. シュヴェリーン郡
9. シュタルガルト郡
10. ヴァーレン郡
11. ヴィスマール郡

### 1945年-1952年

#### 独立市
1. グライフスヴァルト （1950年まで）
2. ギュストロー （1950年まで）
3. ノイブランデンブルク （1946年まで）
4. ノイシュトレーリッツ （1946年まで）
5. ロストック
6. シュヴェリーン
7. シュトラールズント
8. ヴィスマール

#### 郡
1. アンクラム郡
2. デミン郡
3. グライフスヴァルト郡
4. グリンメン郡
5. ギュストロー郡
6. ハーゲノー郡
7. ルートヴィヒスラスト郡
8. マルチン郡
9. ノイブランデンブルク郡 （1946年から）
10. ノイシュトレーリッツ郡 （1946年から）
11. パルヒム郡
12. パーゼヴァルク郡 （1950年から）
13. ランドウ郡 （1950年まで）
14. ロストック郡
15. リューゲン郡
16. シェーンベルク郡 （1950年からグレーヴェスミューレン地区 ）
17. シュヴェリーン郡
18. シュタルガルト郡 （1946年まで）
19. シュトラールズント郡
20. ウェッカーミュンデ郡 （1950年まで）
21. ウーゼドム郡
22. ヴァーレン郡
23. ヴィスマール郡